# Яркин, Иван Осипович
Ива́н О́сипович Я́ркин (род. 13 сентября 1900, село Мало-Уваровщина, Тамбовская губерния, теперь Кирсановский район, Тамбовская область —  1967) — советский военный деятель, генерал-майор танковых войск. Кандидат в члены ЦК КП(б)У в июне 1938 — мае 1940 г.

## Биография
С ноября 1918 года служил в Красной армии. Участник Гражданской войны в России. Служил красноармейцем 14-го артиллерийского железнодорожного полка.
Член ВКП(б) с 1919 года.
С декабря 1919 года — политработник 3-го запасного полка в Харькове. С октября 1920 года — курсант политических курсов при Юго-Западном фронте. С января 1921 года — политруководитель уездного военкомата города Пензы. С апреля 1921 года — помощник командира и командир взвода 1-го Пензенского кавалерийского полка. С июня 1921 года — командир взвода во 2-м кавалерийском полку и 1-й Сибирской кавалерийской дивизии. С января 1922 года — на курсах подготовки среднего командного состава при 3-м кавалерийском корпусе. С мая 1922 года — командир взвода в 7-й кавалерийской дивизии. С февраля 1924 года — помощник командира эскадрона 42-го кавалерийского полка.
С декабря 1924 года — курсант Смоленской Высшей пехотной школы. С апреля 1926 года — политрук в кавалерийских дивизиях. С июля 1929 года — ответственный секретарь 33-го полка. С января 1930 года — командир эскадрона 32-го кавалерийского полка.
С декабря 1931 года — слушатель Ленинградских бронетанковых курсов усовершенствования и переподготовки командного состава РККА имени тов. Бубнова. С мая 1932 года — командир роты 3-го учебного полка, с июня 1932 г. — там же временно исполняющий обязанности командира батальона. С декабря 1932 года — помощник по технической части командира батальона. С января 1933 года — временно исполняющий обязанности командира разведывательного батальона 3-й бригады. С марта 1933 года — вновь слушатель Ленинградских броне-танковых курсов усовершенствования командного состава РККА имени тов. Бубнова.
С ноября 1933 года — командир роты, а с марта 1935 года — командир батальона 3-й механизированной бригады.
В январе — ноябре 1937 г. — в правительственном командировке, участник гражданской войны в Испании, командир танкового батальона. С июля 1937 — временно исполняющий обязанности командира 7-го механизированного полка.
В марте 1938 — апреле 1939 г. — командир 133-й механизированной (4-й легко-танковой) бригады Киевского военного округа. В апреле — ноябре 1939 г. — командир 25-го танкового корпуса Киевского военного округа.
С ноября 1939 — начальник отдела (управления) Автобронетанковых войск Одесского военного округа. С июля 1941 года — начальник Автобронетанковых войск 9-й армии. Был представителем штаба Южного фронта на Сталинградском тракторном заводе осенью 1941 года.
В феврале — июле 1942 г. — начальник Автобронетанковых войск Брянского фронта. В июле — октябре 1942 г. — заместитель командующего Воронежского фронта по Автобронетанковых войсках.
С октября 1942 года — слушатель Военной академии механизации и моторизации имени Сталина. С января 1943 года — начальник автомобильного управления Донского фронта. С июля 1943 года — начальник автомобильного управления Центрального фронта. С октября 1943 года — в распоряжении начальника тыла РККА. С февраля 1944 года — заместитель по формированию начальника Тамбовского танкового лагеря.
С июля 1945 года — временно исполняющий обязанности начальника 1-го Горьковского танкового училища. В августе 1946 — июне 1948 г. — командующий бронетанковыми и механизированными войсками 8-й гвардейской армии в Группе советских оккупационных войск в Германии.
В июне 1948 — май 1949 г. — слушатель курсов при Военной академии имени Ворошилова. В мае 1949 — августе 1951 г. — командующий бронетанковыми и механизированными войсками 13-й армии Прикарпатского военного округа. С 24 августа 1951 года — в отставке.

## Звания
- капитан (13.01.1936)
- полковник (9.01.1938)
- генерал-майор танковых войск (13.05.1942)

## Награды
- орден Красного Знамени (22.10.1937);
- орден Красной Звезды (21.06.1937);
- орден Отечественной войны 1-й степени (23.09.1943);
- орден Отечественной войны 2-й степени (26.09.1944);
- медали